# 오진성
오진성(1984년 1월 4일 ~ )은 대한민국의 가수로 izi의 멤버이다.

## 학력
- 마산공업고등학교 (졸업)